# Daniel Baldwin
Daniel Leroy Baldwin (n. 5 octombrie 1960, Massapequa⁠(d), Nassau County, New York, SUA) este un actor american, regizor de film și producător. Este al doilea cel mai în vârstă dintre frații Baldwin, toți sunt actori (ceilalți sunt Alec Baldwin, William Baldwin și Stephen Baldwin). Daniel Baldwin a interpretat rolul detectivului Beau Felton în serialul NBC Homicide: Life on the Street, a mai apărut în filme ca Ned Blessing: The True Story of My Life (1992), Mulholland Falls (1996), Vampires (1998), The Pandora Project (1998), Stealing Candy (2002), Paparazzi (2004) sau  Grey Gardens (2009). 
A fost gazda The Daniel Baldwin Show pe canalul radio WTLA din Syracuse din 2017 până în 2019. În februarie 2009, el a apărut la Celebrity Rehab with Dr. Drew, unde a recunoscut că a luptat cu dependența de cocaină.

## Filmografie

### Film
| An   | Titlu                                                | Rol                                  | Note |
| ---- | ---------------------------------------------------- | ------------------------------------ | --- |
| 1988 | Too Good to Be True                                  | Leif                                 | film TV |
| 1989 | L.A. Takedown                                        | Bobby Schwartz                       | film TV |
| 1989 | Born on the Fourth of July                           | Veteran No #1, Democratic Convention | |
| 1991 | Nothing but Trouble                                  | Artie, Dealer No #1                  | |
| 1991 | Harley Davidson and the Marlboro Man                 | Alexander                            | |
| 1991 | The Heroes of Desert Storm                           | Sergeant Ben Pennington              | film TV |
| 1992 | Knight Moves                                         | Detective Andy Wagner                | |
| 1992 | Ned Blessing: The True Story of My Life              | Ned Blessing                         | film TV |
| 1992 | Hero                                                 | Fireman Denton                       | (as Daniel Leroy Baldwin) |
| 1993 | Attack of the 50 Ft. Woman                           | Harry Archer                         | film TV |
| 1994 | Dead on Sight                                        | Caleb Odell                          | |
| 1994 | Car 54, Where Are You?                               | Don Motti                            | |
| 1995 | Bodily Harm                                          | Sam McKeon                           | |
| 1995 | Family of Cops                                       | Ben Fein                             | film TV |
| 1996 | Yesterday's Target                                   | Paul Harper                          | |
| 1996 | Mulholland Falls                                     | FBI Special Agent Jeffrey McCafferty | |
| 1996 | Commander Beef                                       | Bernard                              | |
| 1996 | Trees Lounge                                         | Jerry                                | |
| 1996 | Twisted Desire                                       | William Stanton                      | film TV |
| 1997 | The Invader                                          | Jack                                 | |
| 1998 | Love Kills                                           | Danny Tucker                         | |
| 1998 | Fallout                                              | J.J. 'Jim' Hendricks                 | |
| 1998 | Desert Thunder                                       | Lee Miller                           | |
| 1998 | Vampires                                             | Tony Montoya                         | |
| 1998 | Phoenix                                              | Detective James Nutter               | |
| 1998 | The Pandora Project                                  | Captain John Lacy                    | |
| 1998 | The Treat                                            | Tony                                 | |
| 1998 | On the Border                                        | Ed                                   | film TV |
| 1999 | Wild Grizzly                                         | Harlan Adams                         | film TV |
| 1999 | Active Stealth                                       | Captain Murphy                       | |
| 1999 | Water Damage                                         | Paul Preedy                          | |
| 1999 | Silicon Towers                                       | Tom Neufield                         | |
| 2000 | Tunnel                                               | Seale                                | |
| 2000 | Silver Man                                           | Eddy                                 | |
| 2000 | Net Worth                                            | Robert Freedman                      | |
| 2000 | Fall                                                 | Anthony Carlotti                     | |
| 2000 | Double Frame                                         | Detective Frank Tompkins             | |
| 2000 | Homicide: The Movie                                  | Detective Beau Felton                | film TV |
| 2000 | Killing Moon                                         | Frank Conroy                         | film TV |
| 2000 | Gamblin                                              | Pike                                 | |
| 2001 | In Pursuit                                           | Rick                                 | Direct pe video |
| 2002 | Stealing Candy                                       | Walt Gearson                         | |
| 2002 | Dynamite                                             | Alpha                                | |
| 2002 | Bare Witness                                         | Detective Killian                    | Direct pe video |
| 2003 | Ancient Warriors                                     | Jasper 'Jaz' Harding                 | |
| 2003 | Open House                                           | King                                 | film TV |
| 2003 | King of the Ants                                     | Ray Mathews                          | |
| 2003 | Water's Edge                                         | Mayor Block                          | |
| 2003 | Vegas Vampires                                       | Detective Burns                      | |
| 2004 | The Real Deal                                        | Vince Vasser                         | |
| 2004 | Irish Eyes (a.k.a.Vendetta: No Conscience, No Mercy) | Sean Phelan                          | |
| 2004 | Paparazzi                                            | Wendell Stokes                       | |
| 2004 | Anonymous Rex                                        | Ernie Watson                         | film TV |
| 2005 | Sidekick                                             | Chuck                                | |
| 2005 | Boardwalk Poets                                      | Russo                                | |
| 2005 | Our Fathers                                          | Angelo DeFranco                      | film TV |
| 2006 | I'll Be There with You                               | Constantine                          | |
| 2006 | Final Move                                           | Jasper Haig                          | |
| 2006 | The Beach Party at the Threshold of Hell             | Clark Remington                      | |
| 2006 | Shut Up and Shoot!                                   | Field Commander Burns                | |
| 2007 | The Devil's Dominoes                                 | Sheriff Farley                       | |
| 2007 | Moola                                                | Harry                                | |
| 2007 | The Blue Rose                                        | Eddie                                | |
| 2008 | Little Red Devil                                     | Luc Tyer                             | |
| 2008 | A Darker Reality                                     | The Ghost                            | |
| 2008 | Born of Earth                                        | Danny Kessler                        | |
| 2009 | Grey Gardens                                         | Julius Krug                          | |
| 2009 | Shadowheart                                          | Mr. McKinley                         | |
| 2010 | Double Tap                                           | Zoltan Niemand                       | |
| 2010 | Nine Dead                                            | Detective Seager                     | |
| 2010 | The Truth                                            | Gabriel's Father                     | |
| 2010 | Ashley's Ashes                                       | Bloom                                | |
| 2010 | Operation Belvis Bash                                | Namco Douglas                        | |
| 2010 | Death and Cremation                                  | Bill Weaver                          | |
| 2010 | Stripperland                                         | 'Double D'                           | |
| 2010 | Christmas with a Capital C                           | Mitch Bright                         | |
| 2011 | Oba: The Last Samurai                                | Colonel Pollard                      | |
| 2012 | Cell Count                                           | Blair Norris                         | |
| 2012 | The Unbroken                                         | Bruce Middlebrooks                   | |
| 2013 | Divorce Texas Style                                  | Alan James                           | |
| 2013 | After Effect                                         | Senator Davis                        | |
| 2013 | A Little Christmas Business                          | Don Collier                          | |
| 2013 | H.O.A. Havoc                                         | 'Lucky' Betts                        | |
| 2014 | Helen Alone                                          | Jack                                 | Madrid International Film Festival Award for Best Supporting Actor |
| 2014 | The Wisdom to Know the Difference                    | Bob                                  | Și regizor și scenarist Burbank International Film Festival Award for Best Actor Burbank International Film Festival Award for Best Feature – Drama Fort Lauderdale International Film Festival Award for Best Feature Film Manhattan Film Festival Award for Best Dramatic Feature San Antonio Film Festival Audience Award for Best Feature Film San Antonio Film Festival Jury Prize for Best Feature Film Nominalizare-Long Beach International Film Festival Award for Best Director |
| 2014 | Out West                                             | Gordon 'Gordo'                       | |
| 2015 | Bound                                                | Walter                               | |
| 2015 | Hope Lost                                            | Ettore                               | |
| 2015 | Lady Psycho Killer                                   | Daniel's Father                      | |
| 2015 | Deadly Sanctuary                                     | Dr. Price                            | |
| 2015 | No Deposit                                           | Bryan Canning                        | |
| 2015 | Sicilian Vampire                                     | Vito                                 | |
| 2015 | Perception                                           | Mr. Louis                            | |
| 2016 | South of Heaven                                      | Detective Pete                       | |
| 2016 | The Red Maple Leaf                                   | Richard Barton                       | |
| 2017 | The Guest House                                      | Mr. Silver                           | |
| 2017 | The Neighborhood                                     | Johnny 1                             | |
| 2017 | Two Faced                                            | Rich Barry                           | |
| 2019 | Crossbreed                                           | Secretary of Defense Weathers        | |
| 2019 | Soulmates                                            | Rudy Galiano                         | Filming |
| 2019 | Devotion                                             | Pops – The Demolition Man            | Pre-producție |
| TBA  | Clean Sweep                                          | Soltan Niemand                       | producție în viitor |
| TBA  | The 420 Movie: Mary & Jane                           | Edgar J. Hightower                   | producție în viitor |
| TBA  | Judgement                                            | Solomon                              | finalizat |

### Televiziune
| An        | Titlu                                 | Rol                                | Note                                                          |
| --------- | ------------------------------------- | ---------------------------------- | ------------------------------------------------------------- |
| 1989      | Family Ties                           | Holworthy                          | Episodul: Basic Trainin                                       |
| 1989      | Charles in Charge                     | Daryl Furman                       | Episodul: Charles Splits Part 1                               |
| 1989      | CBS Summer Playhouse                  | Guppie                             | Episodul: Curse of the Corn People                            |
| 1990      | Sydney                                | 'Cheezy'                           | 13 episoade                                                   |
| 1993–1995 | Homicide: Life on the Street          | Detective Beau Felton              | 31 episoade                                                   |
| 1993      | The Larry Sanders Show                | Rolul său                          | Episodul: The List                                            |
| 1998      | Dead Man's Gun                        | Joe Wagner                         | Episodul: Seven Deadly Sins                                   |
| 1999      | The Outer Limits                      | Dan Kagan                          | Episodul: Essence of Life                                     |
| 2001      | Twice in a Lifetime                   | Roger Hamilton / Dr. Lenny Shalton | Episodul: Then Love Came Along                                |
| 2002      | NYPD Blue                             | Detective Frank Hughes             | Episodul: Dead Meat in New Deli                               |
| 2002      | Touched by an Angel                   | 'Buzz'                             | Episodul: Jump!                                               |
| 2005      | Kings and Pharaohs                    | Menelaus                           | Series 1 only British program from BBC                        |
| 2007      | The Sopranos                          | Rolul său / Sally Boy              | 2 episoade Episodul: Stage 5 Episodul: Kennedy and Heidi      |
| 2008      | The Closer                            | Mark Yates                         | Episodul: Cherry Bomb                                         |
| 2009–2010 | Cold Case                             | Moe Kitchener                      | 7 episoade                                                    |
| 2009      | I'm a Celebrity...Get Me Out of Here! | Rolul său                          | 6 episoade                                                    |
| 2012      | Grimm                                 | Lieutenant Jordan Vance            | Episodul: "Plumed Serpent"                                    |
| 2013-2015 | Hawaii Five-0                         | Paul Delano                        | 2 episoade Episodul: Olelo Ho'Opa'I Make Episodul: Poina 'ole |
| 2015      | Celebrity Big Brother 16              | Rolul său                          | 9 days                                                        |
| 202?      | Angel Dust                            | Malphas                            | Pre-producție                                                 |

### Regizor
| An   | Titlu                             | Note |
| ---- | --------------------------------- | --- |
| 2000 | Tunnel                            | |
| 2000 | Fall                              | |
| 2001 | Dan                               | |
| 2014 | The Wisdom to Know the Difference | Și actor și scenarist Burbank International Film Festival Award for Best Actor Burbank International Film Festival Award for Best Feature – Drama Fort Lauderdale International Film Festival Award for Best Feature Film Manhattan Film Festival Award for Best Dramatic Feature San Antonio Film Festival Audience Award for Best Feature Film San Antonio Film Festival Jury Prize for Best Feature Film Nominalizare-Long Beach International Film Festival Award for Best Director |